# سن ماساکو
سن ماساکو (به ژاپنی: 千 容子, Sen Masako)؛ زادهٔ ۲۳ اکتبر ۱۹۵۱) شاهدخت دختر شاهزاده میکاسا اهل ژاپن است.